# K-4
K-4 (auch: Triplex) ist die sowjetische Tarnbezeichnung für Panzerglas bei Kampfflugzeugen.
Die Entwicklung durch das Wissenschaftliche Versuchsinstitut der Luftfahrtindustrie begann 1935 und endete 1939 unter Konsultation des bekanntesten sowjetischen Physikers Abram Fjodorowitsch Joffe und dessen Mitarbeiters Anatoli Petrowitsch Alexandrow. Die Entwicklung von Panzerglas war damals in allen Ländern ein Militärgeheimnis.
Das Verbundglas bestand aus insgesamt drei Schichten, wobei auf eine 40 mm starke Plexiglasscheibe eine Schutzschicht aus vorgespanntem Glas mit der Bezeichnung Stalinit geklebt wurde und darüber eine weitere farblose Scheibe. Der Schutzschirm war nicht aus einem Stück gefertigt, sondern bestand aus einzelnen gebogenen Scheiben, die man „Tabletten“ nannte. Das Glas konnte MG-Feuer und Geschosssplittern standhalten, wobei sich aber viele kleine Risse bildeten. 
Das erste damit ausgestattete Flugzeugmuster war die Iljuschin Il-2. Bis zum Kriegsende konnten alle sowjetischen Flugzeugtypen mit dem Panzerglas ausgestattet werden.